# Christopher Hail
Christopher Hail, né le 15 juin 1938 à Cheyenne (Wyoming) et mort le 17 juin 2014, est un bibliothécaire, pianiste et auteur américain, ayant notamment écrit un ouvrage sur Domenico Scarlatti.

## Biographie
Christopher Hail, né le 15 juin 1938 à Cheyenne (Wyoming) fait carrière de bibliothécaire à la Harvard Graduate School of Design, jusqu'à sa retraite en 1988. 
Il est l'auteur compilateur de l'ouvrage Cambridge Buildings and Architects,. 
Il joue également du piano chaque jour et crée un site savant sur la musique du compositeur Domenico Scarlatti. Le livre Scarlatti Domenico: A new look at the keyboard sonatas of Domenico Scarlatti for people who use both sides of their brain, édité par Michael O'Connor, est publié à titre posthume par autorisation de sa famille, à partir de son site web sur le compositeur.